# 南云飞
南云飞（1979年—），男，内蒙古四子王旗人，中国青年法律学者、宪政鼓吹者及培训师，二十一世纪法政讲习所发起人。现为21世纪法律研究院研究员，21世纪法政讲习所讲师。在法律领域，他特别关注人权、知识产权和企业风险防范等领域的研究和培训。他同时为中国创业就业集团在大陆的首席代表，中国创业就业研究中心研究员。 知名维权人士。著有《法之城》、《中国企业法律风险防范》等数部作品。

## 生平
南云飞1979年生于内蒙古自治区四子王旗，1996年就读于中国政法大学法律系，获法学学士学位。2004年，再入复旦大学攻读工商管理硕士（MBA）学位。2007年，就读于中国政法大学法学院博士生研修班结业。现在是二十一世纪法政讲习所讲师。
2002年5月，与张亚东及张凯律师等一同，协助创办张树义教授工作室，南云飞首次走入公众视野。之后，先后就职于中国社会报社、中创阳光知识产权事务所和北京惠城律师事务所，2005年，南云飞与近百名法律界人士一道，就国务院关于劳动教养问题的决定向社会征集废除签名信，要求对《国务院关于劳动教养问题的决定》进行违宪审查，废除劳动教养制度。2006年6月，南云飞离开北京，南下上海，与人共同创办了公益性法律服务组织“二十一世纪法政讲习所”。
2008年9月，应香港中国创业就业服务集团总裁巴小松先生的邀请，受托为其在大陆开设办事处，并任中国创业就业学院讲师。
2009年，创办云飞（上海）投资咨询公司，开展法律服务及法律培训事业。

## 采访
在《阿里巴巴》对南云飞的一次采访中，南云飞表示，法律风险在我国最大的问题，是高层的管理人员还没有意识到风险的存在，如果中国企业高层管理人员没有意识到法律风险，这样永远防范不了，这可能是最大的问题，就是意识的问题。企业法律风险是商业风险的一中，既然商业风险不可避免，法律风险也是必须面临的问题。这好比现代的人都有一个人身保险，企业法律风险防范体系是企业的人身保险。。

## 评价
专栏作家、南云飞的朋友张亚东在其2006年的文章《中国与宪政》一文里，称南云飞是一个激情洋溢、知识渊博、信念坚定的人，并认为南云飞是因为拥有社会底层的经验，使得他对社会上的弱势群体有着本能的同情心。
培训界人士则认为，就教育培训这一领域，南云飞“授课不落俗套，大家都知道的常识不讲，没有用的不讲，没有趣味的不讲。他是国内培训领域的一匹黑马。